# 우즈마키 보루토
우즈마키 보루토는 만화 《나루토》의 등장인물이자 《BORUTO -보루토- NARUTO NEXT GENERATIONS》의 주인공이다. 
성우: 산페이 유우코 / 김율 / 아만다 C. 밀러
바람을 이용하는 능력자로 우즈마키 나루토와 휴우가 히나타가 결혼해서 낳은 아들이다. 밑에는 여동생 우즈마키 히마와리가 있다.

## 기술

### 백안 모드
오직 후유가 일족의 혈계한계인 백안을 각성시킨 모드다.

### 정안
보루토에게만 존재하는 의문의 동술이다. 초기에는 정안이라는 명칭이 확실하지 않았으나 오오츠츠키 우라시키가 정안이라는 말을 언급하면서 공식적으로 이름이 알려지게 되었다. 개안시 흰자위가 검게 변하고 동공이 푸르게 빛난다.
능력은 사륜안과 비슷한 통찰력, 악한 기운을 감지, 점혈을 보는 능력, 시공간 포탈 간섭 등이 있다. 하지만 계속 연재되고 있는 중이기 때문에 아직 정안의 모든 능력이 밝혀지지는 않았다.

### 카마
보루토 손바닥에 있다. 카마는 오오츠츠키일족이 생전의 데이터를 압축하여 상대방에게 붙이는것으로 시간이 지나면 오오츠츠기일족이 카마를 부착한 사람의 몸을 잠식하여 다시 부활한다. 카마의 그릇이 되는 자는 오오츠츠키 모모시키. 